# لوفت‌شیفباو سپلین

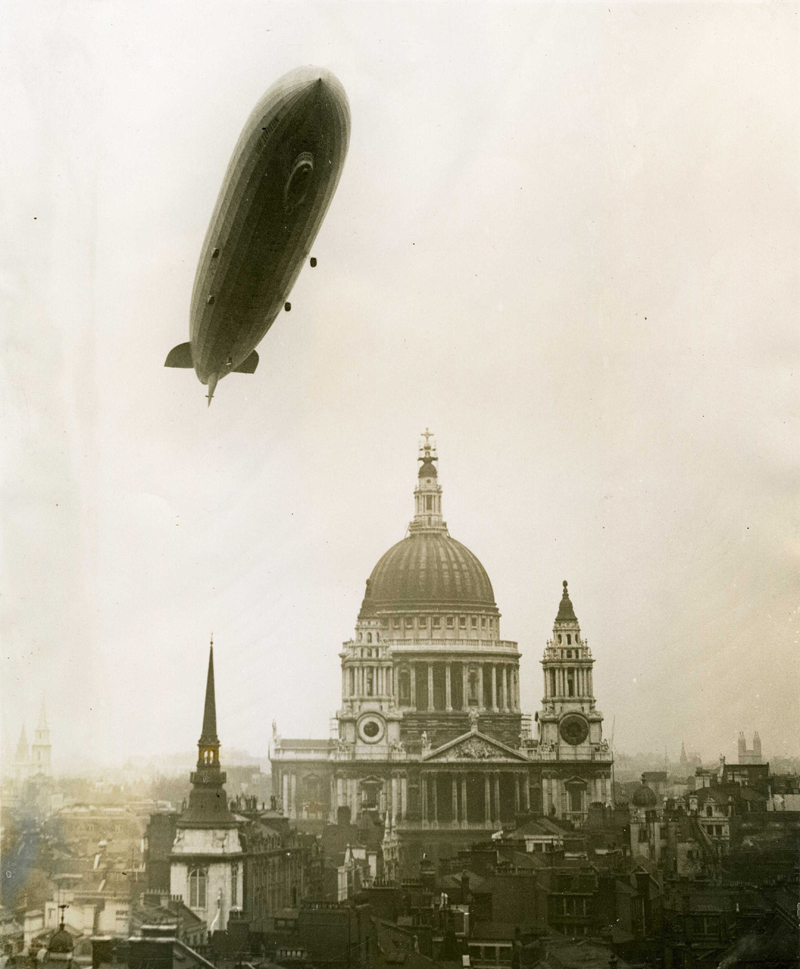
کشتی هوایی Graf Zeppelin بر فراز کلیسای جامع سنت پل در لندن

لوفت‌شیفباو سِپلین (آلمانی: Luftschiffbau Zeppelin GmbH) یک شرکت هواگردسازی آلمانی است که در اوایل قرن بیستم پیشگام در ساخت کشتی‌های هوایی به خصوص از نوع سپلین بود. این شرکت توسط فردیناند سپلین در سال ۱۹۰۸ پایه‌گذاری شد.
در زمان جنگ جهانی دوم این شرکت مدتی در ساخت موشک وی-۲ فعال بود.